# Thiol-En-Reaktion
Als Thiol-En-Reaktion bezeichnet man die Addition eines Thiols an eine Doppelbindung. Die Addition kann auch an eine Dreifachbindung erfolgen, wobei man dann von einer Thiol-In-Reaktion spricht. Die Reaktion kann über einen radikalischen Mechanismus (radikalische Addition) oder einen ionischen Mechanismus (konjugierte Addition, Michael Addition) erfolgen. Solche Reaktionen zeichnen sich durch eine hohe Effizienz und Selektivität aus und sind dem Gebiet der Click-Chemie zuzuordnen. Sie sind außerdem durch Bestrahlung mit Licht steuerbar. Hinzu kommt, dass Thiol-En-Reaktionen biokompatibel sind und in lebenden Organismen durchgeführt werden können. Thiol-En-Reaktionen finden breite Anwendung in der medizinischen Chemie. Zum Beispiel sind Helenalin und Vernolepin Michael-Akzeptoren, die für die konjugierte Addition von Thiolen in Peptiden zugänglich sind. Darüber hinaus findet die Thiol-En-Reaktion Anwendung in der Polymerchemie und in den Materialwissenschaften. Über die Effizienz der Addition von Thiolen an Doppelbindungen wurde bereits 1905 berichtet, jedoch wurde die Thiol-En-Reaktion erst im 21. Jahrhundert wiederentdeckt, nachdem Barry Sharpless das Konzept der Click-Chemie entwickelt hatte.

Radikalische Thiol-En-Reaktionen verlaufen über Thiolradikale, die eine konjugierte radikalische Addition an Olefine eingehen.
Ionische Thiol-En-Reaktionen verlaufen über die konjugierte Addition eines Thiolat-Anions an ein Olefin (EWG = electron-withdrawing group, eine elektronenziehende Gruppe).